# FC Germania 09 Niederrodenbach
FC Germania Niederrodenbach is een Duitse voetbalclub uit Rodenbach, Hessen.

## Geschiedenis
De club werd opgericht in 1909. In 1921 speelde de club één seizoen in de hoogste klasse van de Maincompetitie. De club werd afgetekend laatste met slechts één punt en degradeerde meteen weer.